# Carlos de San Andrés
San Carlos de San Andrés (Juan Andrés Houben como nombre de seglar) fue un conocido pasionista neerlandés que trabajó en Irlanda en el siglo XIX.

## Biografía
Joannes Andreas Houben nació el 11 de diciembre de 1821 en la villa de Munstergeleen en la provincia de Limburgo.Ingresó en la Orden de los pasionaista en 1845 en la Ere de Bélgica. Ordenado sacerdote en 1850, fue enviado a Inglaterra en 1852 y nunca más volvería a ver su patria de nuevo. En 1857 fundó el monastrerio de Mount Argus cerca de Dublín donde se convirtió en un popular confesor conocido predicador. Se ganó el cariño de todo por su asistencia a los moribundos, bendición a los enfermos con la reliquia de san Pablo de la Cruz. Acompañando la bendición con estremecedoras oraciones compuestas por él mismo. Tiene la fama de taumaturgo. Cada día cerca de trescientas personas, provenientes de todas partes de Irlanda, de Inglaterra, de Escocia y hasta de América, acuden a él, atraídos de la fama de su santidad.
San Carlos de San Andrés moriría en el Monte Argus el 5 de enero de 1893. La causa de su beatificación y canonización fueron introducidas el 13 de noviembre de 1935, y el 16 de octubre de 1988 Juan Pablo II procedió con la beatificación del llamado santo de Mount Argus. 

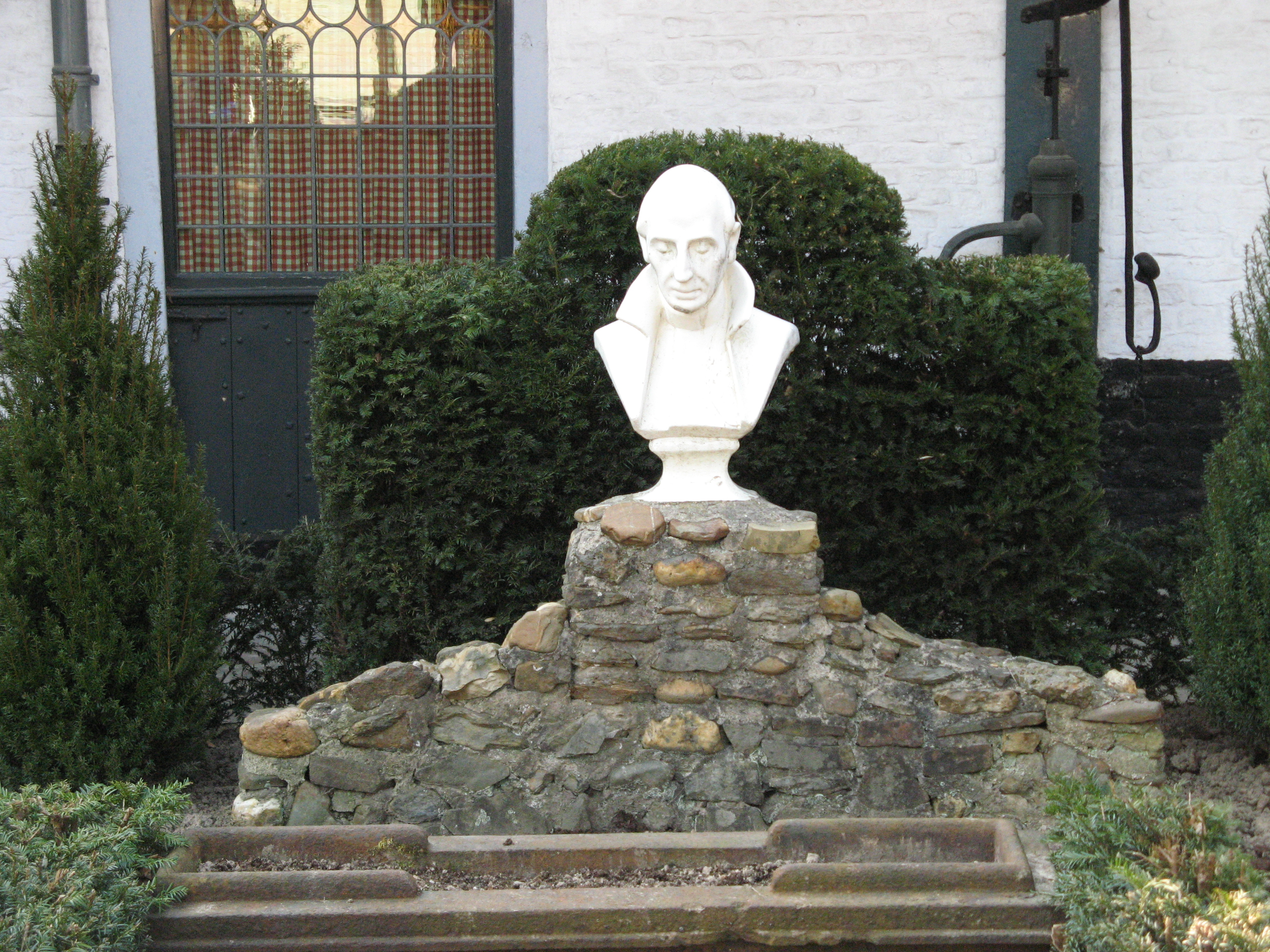
Busto de San Carlos en Munstergeleen

 El Papa Benedicto XVI lo canonizó el 3 de junio de 2007.